# Agapetes scortechinii
Agapetes scortechinii är en ljungväxtart som först beskrevs av George King och Gamble, och fick sitt nu gällande namn av Herman Otto Sleumer. Agapetes scortechinii ingår i släktet Agapetes och familjen ljungväxter. Inga underarter finns listade i Catalogue of Life.